# 伊藤彩夏
伊藤 彩夏（いとう さやか、1996年8月13日 - ）は、日本のミュージカル女優である。元子役・ジュニアアイドル。千葉県出身。所属事務所はSUNBEAM。

## 出演

### 舞台・ミュージカル
- 「ココ・スマイル5〜虹色のメロディー〜」（2007年、全労済ホールスペース・ゼロ）- さくら役[1]
- 「ココ・スマイル4〜金星のステージ〜」（2008年、シアターサンモール）- 主演・ココ役[1][2]
- 音楽劇「コインロッカー・ベイビーズ」（2018年、木村信司演出、TBS赤坂ACTシアター、オーバード・ホール、他）
- ミュージカル「ドゥ・ユ・ワナ・ダンス？」（2018年、本広克行演出、舞浜アンフィシアター）- ツバサ役
- 音楽劇「マニアック」（2019年、青木豪演出、新国立劇場中劇場、森ノ宮ピロティホール）
- 「放課後の厨房男子～リターンマッチは恋の味篇～」（2019年、小林顕作演出）- 如月美咲役（ナレーション）
- 「笑ゥせぇるすまん」THE STAGE（小林顕作演出、品川プリンスホテル ステラボール）
- Daiwa House Special 地球ゴージャス三十周年記念公演「儚き光のラプソディ」（2024年、岸谷五朗演出、明治座・SkyシアターMBS）[3]
- ミュージカル「DEATH TAKES A HOLIDAY」（2024年、生田大和演出、東急シアターオーブ・梅田芸術劇場 メインホール）[4]

### テレビ
- NTV『24時間テレビ「愛は地球を救う」』
- NHK「紅白歌合戦」
- フジテレビNEXT「坂崎幸之助のももいろフォーク村NEXT 第89夜」

### イベント・コンサート
- 横浜開港150周年記念事業「第56回ザよこはまパレード 横浜みなと祭国際仮装行列 NISSANドリームファクトリー」（2008年、横浜港）
- モーターショー2017「The 45th Tokyo Motor Show 2017」ダイハツブース　（2017年、東京ビッグサイト）
- ゲーム「荒野行動」東日本決定戦パフォーマー（2019年）
- ももいろクローバーZ「ゆく桃くる桃～第2回ももいろ歌合戦～」（2019年、パシフィコ横浜 国立大ホール）

## 書籍
- 伊藤彩夏・實形瑞希写真集「ミルクキャラメル」（2004年6月、心交社）[5]
- 伊藤彩夏・實形瑞希写真集「Honey Cookie」（2004年6月、心交社）[6]

## 映像

### DVD
- ミルクキャラメル（2004年6月25日、VU）[5]
- 伊藤彩夏&實形瑞希 11才／眩く光る夏の肌2（2005年1月22日、イーネット・フロンティア）[7]
- 伊藤彩夏 11才 空いっぱいに広がる笑顔（2005年10月21日、イーネット・フロンティア）[8]
- 伊藤彩夏 11才 大自然で光り輝く笑顔（2006年1月20日、イーネット・フロンティア）[9]
- 瑞希&彩夏 11才/コバルト色した夏の香り（2006年3月20日、イーネット・フロンティア）[10]